# Невел
Не́вел (на руски: Не́вель) е град в Русия, в южната част на Псковска област, административен център на Невелски район.
Населението на града към 1 януари 2018 година е 15 079 души. Населението на града към 1 януари 2021 година е 14 241 души.

## География
Градът е разположен на река Еменка (басейн на река Ловат), на брега на езерото Невел, на 18 км от границата с Република Беларус, на 240 км югоизточно от областния град Псков.
Близо до западните покрайнини на града минава федералната автомагистрала Р-23 „Псков“ с маршрут: Санкт Петербург – Псков – Невел – границата с Република Беларус (граничен пункт Лобок – Езерище). В града започва магистралата с регионално значение R-133 Невел – Смоленск. Железопътен възел: железопътните линии Санкт Петербург – Витебск и Болое – Полоцк; в пределите на града има 2 железопътни гари: Невел-1 (1907 г.) и Невел-2 (1904 г., възел). Вътрешноградският обществен транспорт е представен от автобуси (2021; 7 маршрута).

## История
Невелската волост се споменава за първи път в духовната грамота (завещание) на великия московски княз Иван III Василиевич (1503 г.).
Крепостта вероятно е основана през 1530-те години, в периода на поредното изостряне на отношенията с Великото литовско княжество; през 1550-те години укрепленията вероятно са подновени. От 1556 г. крепостта се споменава като Новий Городок на р. Невля или само Невля.
По време на Ливонската война през 1558-1583 г. Невел е крепост на руските войски.
През август 1562 г. околностите на Невел са опустошени от литовски войски. През 1563 г., по време на Полоцкия поход от 1562-1563 г., цар Иван IV Василиевич Грозни отсяда в Невел. През 1564 г. и 1566 г. градът страда от чумна епидемия. През 1580 г. той е обсаден от полско-литовски войски и скоро се предава. Съгласно Ям-Заполското примирие от 1582 г. е върнат на руската държава.
Невел е окупиран отново от полско-литовски войски през 1617 г.. През 1618 г. става част от Полско-литовската държава съгласно Деулинското примирие. Градът влиза в състава на тамошното Смоленско войводство и остава в него до 1638 г.
През 1623 г. Невел получава Магдебургско право.
През 1632 г. в хода на Руско-полската война от 1632-1634 г. е окупиран от руски отряди, но през 1634 г. е върнат на Полско-литовската държава.
През 1654 г., след началото на Руско-полската война от 1654-1667 г., е превзет от руски войски под командването на Василий Петровичев Шереметев (от благородническия род Шереметеви). Според Андрусовския догоров от 1667 г. Невел е отстъпен на руската държава, но не за дълго. През 1678 г. според третата московска резолюция към Андрусовския договор руската държава отстъпва Невел обратно (заедно с градовете Велиж и Себеж) на Полско-литовската държава в замяна на удължаване на примирието с 13 години.
В хода на Северната война от 1700-1721 г., през 1703-1705 г., Невел е под контрола на руските войски.
През 1772 г., след Първата подялба на Полско-литовската държава между Русия, Австрия и Прусия, Невел е включен в състава на Руската империя.
В състава на Руската империя, Невел е уезден град на Псковска губерния (1773–1776 г.), Полоцка губерния (1776–1796 г., от 1778 г. – Полоцко наместничество), Белоруска губерния (1796–1802 г.) и накрая на Витебска губерния (1802–1924 г.).
През 1850 г. през Невел е прокарано шосето Санкт Петербург – Киев.
През 1865 г. и 1895 г. градът страда от опустошителни пожари.
В началото на XX в. е открито движението по железопътните линии Новосоколники – Витебск (1904 г.) и Болое – Полоцк (1907 г.), които минават през Невел.
През ноември 1917 г. в Невел е установена съветската власт.
Между 1924–1927 г. е уезден град на Псковска губерния на Руската съветска федеративна социалистическа република.
След това, между 1930–1935 г. е районен център на Великолукски окръг на Ленинградска област и на Западна област (1929–1930 г.), районен център на Западна област (1930–1935 г.), районен център на Великолукски окръг на Калининска област (1935–1938 г.) и Калининска област (1938–1944 г.).
По време на Втората световна война 1941–1945 г. от 16 юли 1941 г. до 6 октомври 1943 г. е окупиран от германски нацистки войски. През октомври 1943 г. е освободен от части на Калининския фронт на Червената армия в хода на Невелската настъпателна операция.
Невел е районен център на Великолукска област (1944–1957 г.).
От 1957 г. е районен център на Псковска област.
От 2005 г. Невел образува община Невел (на руски: Невельское городское поселение), а също така той се явява център на Плиска волост в Невелски район, наречена на село Плиси, което е било административен център в периода 1995–2005 г..

## Население
Численост на населението – 14241 души (към 1 януари 2021 г.).
Динамика на населението (по данни от преброяването; лица, година):
| Година  | Души   |
| ------- | ------ |
| 2021 г. | 14 241 |
| 2018 г. | 15 079 |
| 2010 г. | 16 324 |
| 2002 г. | 18 545 |
| 1989 г. | 22 368 |
| 1979 г. | 20 730 |
| 1970 г. | 17 715 |
| 1959 г. | 14 273 |

След 1989 г. се наблюдава постоянно намаляване на населението. Възрастов състав на населението: под трудоспособна възраст – 16,4%, в трудоспособна възраст – 51%, над трудоспособна възраст – 32,6% (2021 г.).
Национален състав (според Всеруското преброяване от 2010 г.): руснаци (94,9 %), роми (1,9 %), беларуси (1,7 %), украинци (0,7 %), други (0,8 %).

## Религия
Територията на Невел е част от Великолукската епархия на Руската православна църква. В Невел има две православни църкви. Има и евангелска църковна община „Блага вест“ и църковна община на адвентистите.

## Икономика
Обемът на промишленото производство е 22 млрд. рубли (2020 г.; 3-то място в областта след Велики Луки и Псков, 12,7% от сумарното за областта).
Основната част от продукцията се произвежда от предприятията на аграрния холдниг „Великолукския месокомбинат“, в чийто състав се намират фуражен завод и свинеферми на територията на Невелски район.
Други предприятия в града: „Невелконсервмолоко“ (датира от 1939 г.; 2006 г. – съвременно име; сухо мляко и сухи смеси), Невелска шивашка фабрика (връхни, работни и спортни дрехи), обувна фабрика на фирма „Соренто“ (1944 г. – Невелска обувна фабрика, 2005 г. – съвременно име; мъжки обувки от естествена кожа), клон на Лужския абразивен завод (тигли и абразивни инструменти), малки металообработващи предприятия.
Секторът на услугите е ориентиран към обслужване на преминаващите през града потоци от товарни автомобили: в града има около 10 бензиностанции, повече от 10 автосервиза, 1 хотел и 5 кафенета (2021 г.).

## Известни личности

### Родени в Невел
- Александър Жуковски (1813 – 1856), генерал

### Живяли в Невел
- През 1918–1920 г. в града живее и преподава руският философ и филолог Михаил Михайлович Бахтин, около когото се оформя кръг от културни и философски дейци – т. нар. Бахтински кръг.[1] През 1919 г. членовете на кръга създават Невелска научна асоциация.[1]

## Галерия
- Град Невел – Замковска улица (улицата към замъка), 1870 г.
- Църквата „Св. Георги“ в Невел, построена 1785 г. по времето на Полско-литовската държава.
- Невелският краеведчески музей
- Паметн на падналите във Втората световна война през 1943 г. (дървен)
- Паметник на героят на Гражданската война – З. Б. Лепо
- Училище
- Железопътна гара в Невел
- Църквата „Св. Троица“ в Невел